# Gianna Chiesa Isnardi
Gianna Chiesa Isnardi (Vado Ligure, 1949 – 30 maggio 2016) è stata una filologa e scrittrice italiana. Esperta italiana di mitologia nordica e studiosa appassionata delle lingue, culture e letterature dei Paesi nordici ha dedicato le sue numerose ricerche al mondo scandinavo medioevale e moderno.

## Biografia
Docente ordinario di filologia germanica e di culture e letterature scandinave all’università di Genova, fu fondatrice nel 1992 della sezione di Lingue e culture nordiche nello stesso ateneo.
Tra le sue opere principali vi sono: I Miti Nordici (Longanesi, 1991), Lirica scandinava del dopoguerra. Voci e tendenze più significative (Ist. Editoriali e Poligrafici, 2000), antologia di poesie di autori come Stefán Hörður Grímsson, Þorsteinn Frá Hamri, Hannes Pétursson, Hannes Sigfússon; Racconti popolari e Fiabe islandesi, basato sulle raccolte di Magnús Grímsson e Jón Arnason (Bompiani, 2004); le diverse edizioni della traduzione dell’Edda di Snorri Sturluson; la traduzione della Gísla saga Súrssonar (La Saga di Gisli figlio di Surr, Jaca Book, 1995) e quella della Gunnlaugs saga ormstungu (La Saga di Gunnlaugr Lingua di Serpente, Edizioni dell’Orso, 1999); Leggende e Miti Vichinghi (Rusconi, 1977) con al suo interno la Saga degli Ynglingar e la Saga di Hálfr e dei Hálfsrekkar, ed in ultimo Storia e cultura della Scandinavia: Uomini e mondi del Nord, uscita per Bompiani nel 2015.
Nel 2011 per BUR curò la prima traduzione italiana della raccolta di poesie La lugubre gondola (tit. orig. Sorgegondolen) del poeta svedese Tomas Tranströmer, Premio Nobel per la Letteratura nel 2011.
Nel 2016, in riconoscimento della sua lunga e prolifica attività culturale, fu nominata in Svezia “personalità scientifica dell’anno” dalla Fondazione Lingue e Cultura (Stiftelsen Språk och Kultur) dell’Università di Umeå.

## Opere parziali
- I Miti Nordici, Milano, Longanesi, 1991;
- Storia e cultura della Scandinavia. Uomini e mondi del Nord, Bompiani, 2015;
- Lirica scandinava del dopoguerra. Voci e tendenze più significative, Ist. Editoriali e Poligrafici, 1996;
- Il re del mare, Il Cerchio, 2014;